# パンタソス
パンタソス（古希: Φαντασός, Phantasos）はギリシア神話に登場する夢の神。古代ローマの詩人オウィディウスの変身物語に登場する。眠りの神ヒュプノスと、くつろぎ・瞑想・幻覚の女神パーシテアー（または、夜の神ニュクスか闇の神エレボス）の3人の子供たち（夢の支配者オネイロス）の1柱である。
兄弟には、人間にイメージを提供するのに優れたモルペウス、動物たちに夢を提供するポベートールがいる。パンタソスは非生物に大地、岩、水、木のイメージ、預言的な夢を提供する非現実的な夢の神である。